# رايموند بيرنت
رايموند بيرنت (بالإنجليزية: Raymond Burnett)‏ هو لاعب كرة قدم أمريكية أمريكي، ولد في 29 يناير 1914 في New Hope, Pope County, Arkansas ‏ في الولايات المتحدة، وتوفي في 19 يوليو 1996.